# Hejdar Alijev
Hejdar Alijev (narozen jako Hejdar Alijev Alirza oglu ázerbájdžánsky Heydər Əliyev Əlirza oğlu, rusky Гейдар Алиев, jeho jméno se také píše jako Heidar Aliev, Geidar Aliev, Haydar Aliyev nebo Geydar Aliyev; 10. května 1923 Nachičevan – 12. prosince 2003 Cleveland) byl ázerbájdžánský politik, ázerbájdžánský prezident od října 1993 do října 2003, poté nastoupil na místo prezidenta jeho syn Ilham Alijev.

## Život
Hejdar Alijev se narodil 10. května 1923 v Nachičevanu jako syn železničáře Alirzy Alijeva.
Navštěvoval pedagogickou fakultu, následně studoval na Ázerbájdžánském průmyslovém institutu.
V roce 1944 vstoupil do KGB, v roce 1964 se stal zástupcem ředitele KGB pro Ázerbájdžán.
V letech 1969–1982 zastával funkci 1. tajemníka Komunistické strany Ázerbájdžánu (republikové organizace KSSS – Komunistické strany Sovětského svazu). V roce 1982 získal post prvního náměstka předsedy Rady ministrů SSSR. Roku 1987 byl kvůli neshodám s Michailem Gorbačovem nucen rezignovat. Mezi lety 1969 až 1982 byl také lídrem Ázerbájdžánské sovětské socialistické republiky, ale prakticky ovládal politický život v Ázerbájdžánu více než 30 let.
V roce 1993 se pomocí státnímu převratu dostal k moci. Avšak o rok později musel podepsat příměří s Arménii ve válce o Náhorní Karabach. Příměří připravilo Ázerbájdžán o 13% území.
Jeho ženou byla Zarifa Alijeva (zemřela v roce 1985), měl dceru a syna Ilhama.

## Vyznamenání

### Sovětská vyznamenání
- Hrdina socialistické práce – 1979 a 1983[6]
- Leninův řád – udělen čtyřikrát – 1971, 1973, 1976 a 1979
- Řád Říjnové revoluce[6]
- Řád rudé hvězdy[6]
- Řád vlastenecké války I. třídy
- Medaile Za bezchybnou službu I. třídy – 1964
- Medaile Za bezchybnou službu II. třídy – 1959

### Zahraničí vyznamenání
- Řád Turecké republiky – Turecko, 1997[7]
- Řád knížete Jaroslava Moudrého I. třídy – Ukrajina, 20. března 1997 – za mimořádný přínos k rozvoji spolupráce mezi Ukrajinou a Ázerbájdžánem a posilování přátelství mezi ukrajinským a ázerbájdžánským lidem[8]
- Řád zlatého rouna – Gruzie, 2001[9]
- Řád svatého Ondřeje – Rusko, 10. května 2003 – za jeho velký osobní přínos k posilování přátelství a spolupráce mezi Ruskem a Ázerbájdžánem[10]